# Kobylniki (województwo mazowieckie)
Kobylniki – wieś sołecka w Polsce położona w województwie mazowieckim, w powiecie płockim, w gminie Wyszogród.
Wieś szlachecka położona była w drugiej połowie XVI wieku w ziemi wyszogrodzkiej. W latach 1954–1958 wieś należała i była siedzibą władz gromady Kobylniki, po jej zniesieniu w gromadzie Główczyn. W latach 1975–1998 miejscowość administracyjnie należała do województwa płockiego.
We wsi znajduje się siedziba parafii pw. św. Anny.

## Zabytki
- Kościół św. Anny z około 1520 roku, zbudowany w stylu gotyckim z inicjatywy kanonika Mikołaja Kobylnickiego i jego krewnego starosty przasnyskiego Stanisława Kobylnickiego. Do kościoła do 1817 roku przylegała kaplica grobowa Kobylnickich pod wezwaniem Świętego Krzyża. W XVIII wieku kościół został wyremontowany. We wnętrzu zachowały się dwa nagrobki z 2. połowy XVI wieku. Jeden w stylu renesansowym z 1555 roku upamiętnia Mikołaja Kobylnickiego (wystawiony za życia), a drugi w stylu manierystycznym upamiętnia Stanisława Kobylnickiego i jego dwie żony, Zofię i Izabelę (pierwotnie w kaplicy). W XVI wieku dach był ozdobiony dwoma schodkowymi szczytami z gotyckimi sterczynami. W XVII wieku zburzono skarbczyk przy zakrystii. W 1777 roku przebudowano portal zachodni. Portal południowy ozdobiony jest herbem Prawda rodu Kobylnickich. Po 1945 roku otynkowano od zewnątrz fasadę i prezbiterium. Barokowy ołtarz główny pochodzi z XVIII wieku. Ołtarz boczny powstał w XVII wieku, jednak przerobiono go w wieku XIX.

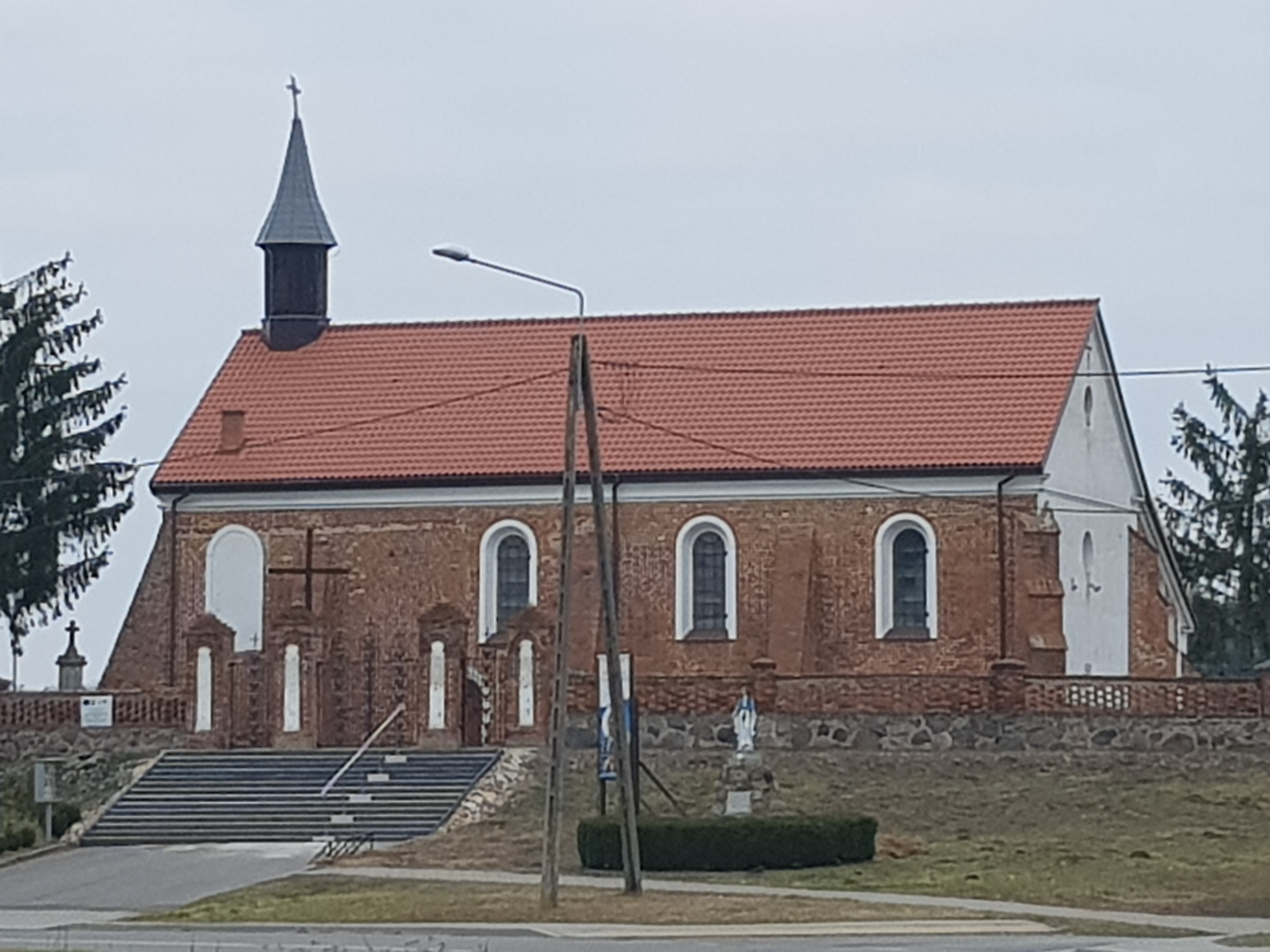
Kościół z 1520 r.
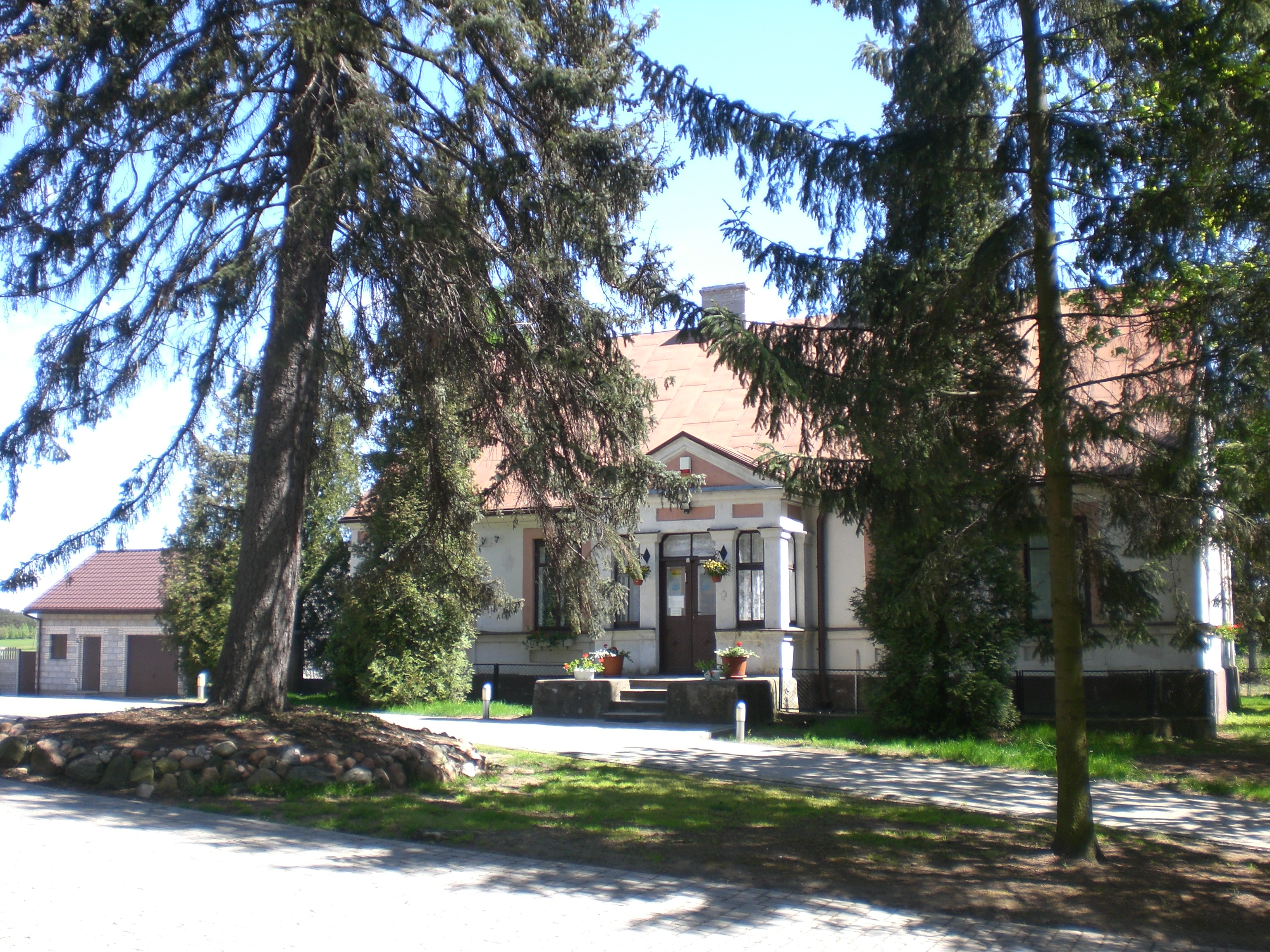
Dworek

## Linki zewnętrzne

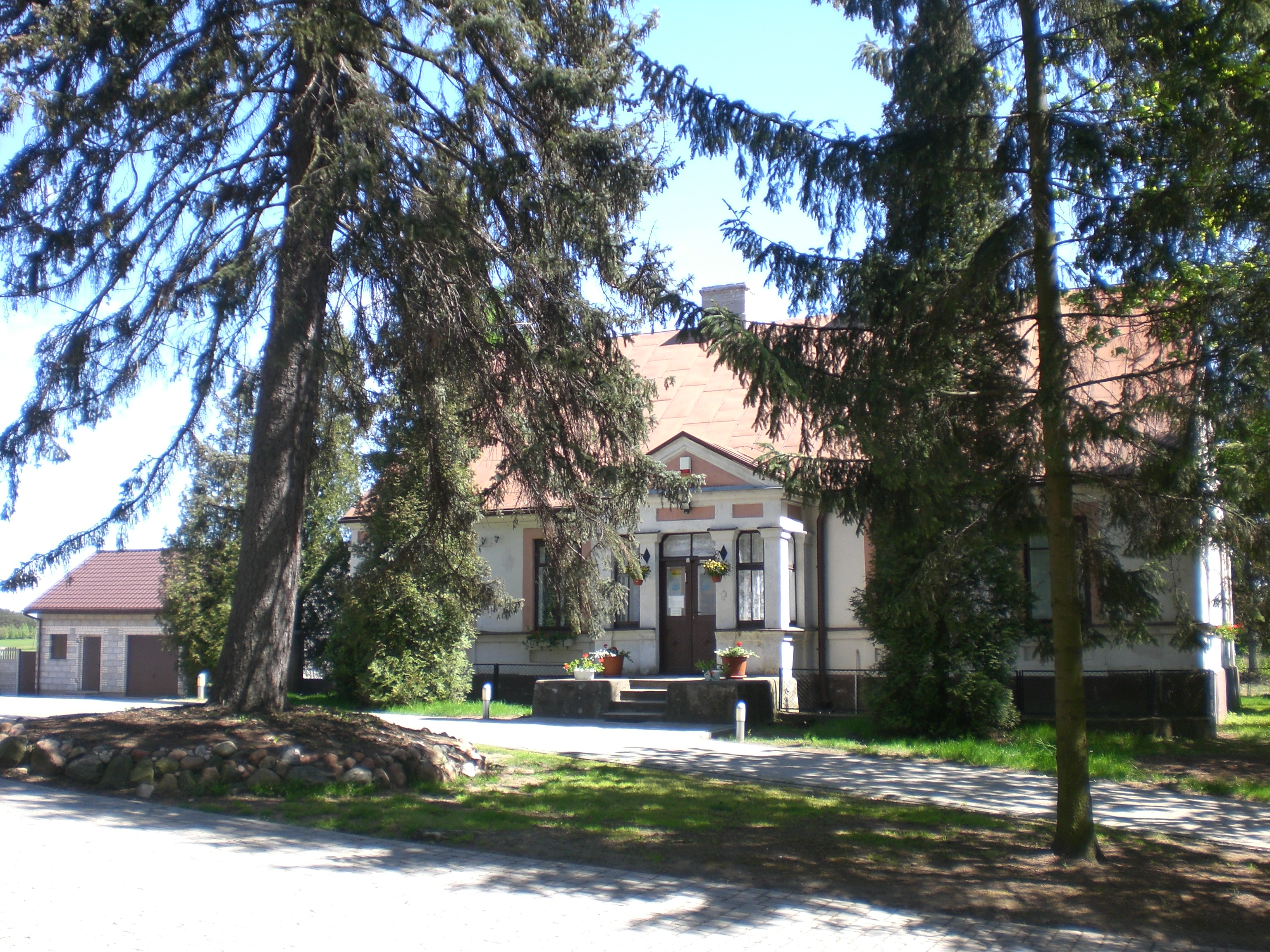
Dworek